# Henry Joseph Vincent
Henry Joseph Vincent (Theilheim, Würzburg, 1819 - Viena, Àustria, 1901), fou un compositor alemany.
Estudiant de teologia en la seva joventut, aviat abandonà aquesta carrera per dedicar-se a la música, que estudià a fons tant teòricament com pràctica. Abans de consagrar-se a la composició i als estudis de musicologia, en els quals aconseguí un lloc distingit, actuà algun temps com a tenor en els teatres de Viena.
Va escriure i feu representar diverses òperes i operetes i publicà alguns lieder. Com a teòric assolí gran renom, essent un dels més ardents partidaris del sistema cromàtic temperat, moviment que s'accentuà per Alemanya en construir-se els primers pianos cromàtics de Paul von Jankó.

## Obres més conegudes
- Kein Generalbass mehr: (1860)
- Die Einheit in der Tonwelt: (1862)
- Die Neuklaviatur: (1874)
- Die Zwölfzahl in der Tonwelt: (1892)
- Eine neue Tonschrift: (1900)

A més una sèrie d'articles vers del teclat i la notació cromàtica, publicats en les revistes Allgemeine Deutsche Musikzeitung i Allgemeine musikal Zeitung, Klavierlehrer i altres diaris professionals alemanys.